# William Booth Taliaferro
Pour les articles homonymes, voir Taliaferro.
William Booth Taliaferro (28 décembre 1822 - 27 février 1898), est un officier de l'armée des États-Unis, avocat, législateur et général confédéré durant la guerre de Sécession.

## Avant la guerre
William Booth Taliaferro naît dans le comté de Gloucester, en Virginie, au sein d'une famille éminente d'originie anglo-italienne qui s'est installée en Virginie, au 17e siècle. Il est le neveu de James A. Seddon, qui va devenir ministre de la Guerre pour les États confédérés d'Amérique sous Jefferson Davis. Taliaferro va à l'université de Harvard et au collège de William et Mary, diplômé du dernier en 1841.
Taliaferro rejoint l'armée américaine pendant la guerre américano-mexicaine, combattant à la fois dans le 11th et le 9th U.S. Infantry. Après la guerre, Taliaferro entre dans la vie publique, siégeant en tant que membre de la chambre des délégués de Virginie et en tant qu'important bailleur de fonds de la campagne présidentielle de James Buchanan en 1856. Il continue également son activité militaire en tant que commandant d'une division de la milice de l'État de Virginie ; il commande à Harpers Ferry à la suite du raid contre l'arsenal de la ville par John Brown.

## Guerre de Sécession
Taliaferro devient commandant de la milice de l'État de Virginie après la sécession de la Virginie du 17 avril 1861 ; en effet, dans ce qui peut être le premier acte de guerre de la Virginie, le 18 avril 1861, le major général Taliaferro de la milice de l'État de Virginie est envoyé pour prendre le commandement de Norfolk, en Virginie. Plus tard, il prend le commandement de la 23rd Virginia Infantry en tant que colonel. Il combat lors de plusieurs engagements en 1861, et, à la fin de l'année il atteint un commandement de brigade, où il dirige des forces confédérées à la bataille de Greenbrier River, dans ce qui est maintenant la Virginie-Occidentale.
La brigade de Taliaferro va sous les ordres du major général Thomas J. "Stonewall" Jackson à la fin de 1861. Il reste avec Jackson pendant quelques mois, atteignant un commandement divisionnaire en 1862. Taliaferro est gravement blessé à la bataille du deuxième Bull Run (deuxième Manassas), mais il revient sur le terrain à temps pour la bataille de Fredericksburg, sa dernière bataille sous les ordres de Jackson.
Taliaferro est un commandant strict et froid qui s’aliène beaucoup de ses troupes. Il y a au moins une circonstance où un de ses hommes l'agresse réellement, bien que Taliaferro est épargné. Taliaferro est irrité sous le commandement du général Jackson, se plaignant à ses collègues politiques, en Virginie, à propos des tactiques et du traitement des hommes de Jackson. Jackson, plus tard, s'oppose à la promotion de Taliaferro au grade de brigadier général, tandis que Taliaferro est encore sous le commandement de Jackson ; toutefois, Jackson respecte le leadership et de la capacité militaire de Taliaferro et ne continue pas de se mettre sur son chemin. Jackson plus tard, sélectionne Taliaferro comme commandement divisionnaire divisionnaire dans des engagements spécifiques.
Après Fredericksburg, Taliaferro reçoit le commandement du district de la Savannah. À ce titre, il conduit les troupes à la bataille de Fort Wagner sur Morris Island, une bataille qui est dépeint dans le film Glory. Taliaferro est félicité pour son service lors de cette bataille.
En 1864, Taliaferro reçoit le commandement de toutes les forces dans le district de l'est de la Floride, ce qui fait de lui le commandant en chef, à la bataille d'Olustee au mois de février. Par la suite, il retourne en Caroline du Sud, où il est nommé commandant de toutes les forces dans cet État. Taliaferro est encore au commandement lorsque le major général William T. Sherman entre dans l'État par Savannah. Taliaferro retourne en Virginie, quand l'armée de Caroline du Sud, de Géorgie et de Floride se rend plus tard cette année.

## Après la guerre
Après la guerre, Taliaferro vit dans le comté de Gloucester. Il sert de nouveau dans la législature de l'État et en tant que juge et siège aux conseils du collège de William et Mary et de l'Institut Militaire de Virginie. Il meurt à son domicile, « Dunham Massie », à l'âge de 75 ans, et est enterré dans le cimetière de Ware Church, dans le comté de Gloucester, en Virginie. Ses papiers recueillis font partie du centre de recherche des collections spéciales au collège de William et Mary. Une résidence universitaire est nommée Taliaferro à William et Mary.

## Arbre généalogique
Barthélemy Taliaferro (1530 Venise, Italie - septembre 1601, Londres, Angleterre) marié à Joane Lane, le 1er janvier 1583, à St. Michael's, Cornhill, à Londres, en Angleterre. Le couple sont les ancêtres communs des cousins, le brigadier général William Booth Taliaferro et le major général Dabney Herndon Maury (21 mai 1822 - 11 janvier 1900).
Les deux généraux sont les descendants de Francis Taliaferro, b. c.1589, à Londres, En Angleterre.